# مايكل سويتنيي
مايكل سويتنيي (بالإنجليزية: Michael Sweetney)‏ مواليد 25 أكتوبر 1982 في واشنطن العاصمة، هو لاعب كرة سلة أمريكي بدأ مسيرته الاحترافية في سنة 2003 يلعب في دوري الأوروغواي لكرة السلة. يبلغ طوله 6 قدم 8 بوصة (2.0 م). اعتزل اللعب في 2014.

## فرق لعب لها
- نيويورك نيكس
- شيكاغو بولز
- فوشان دراليونز

## روابط خارجية
- مايكل سويتنيي على موقع إن بي أي (الإنجليزية)
- مايكل سويتنيي على موقع سبورتس رفرنس (الإنجليزية)
- مايكل سويتنيي على موقع كرة السلة الأوروبية.كوم (الإنجليزية)
- مايكل سويتنيي على موقع كلية كرة السلة في سبورتس رفرنس.كوم (الإنجليزية)
- مايكل سويتنيي على موقع ريلجم (الإنجليزية)
- مايكل سويتنيي على موقع بروبوليرز (الإنجليزية)
- مايكل سويتنيي على موقع سبورتس رفرنس (الإنجليزية)